# 東堂老勸破家子弟
《東堂老勸破家子弟》中國元末雜劇本，作者為秦簡夫。 此劇以浪子回頭為題材，劇中浪蕩子弟揮霍無度，家道中落，後經長者教誨，痛改前非，勤奮致富。

## 劇情大要
故事講述了富家子弟揚州奴，揮霍無度，將家產敗盡。父親臨終前將他託付給好友東堂老，希望他能管教兒子。然而，揚州奴不聽勸告，繼續與伙伴在一起，將家產變賣殆盡。
在窮困潦倒之時，揚州奴才意識到自己的錯誤。東堂老見狀，將他暗中買下的揚州奴的房產歸還，並嚴厲教訓了他一番。揚州奴痛改前非，最終成為一個勤勞致富的人。

## 劇中人物
揚州奴： 愛花錢的富二代。揮霍無度，後來他把家裡的錢都花光了，才後悔自己以前做錯了事情。
揚州奴父親：將死之際，將孩子託付給好友東堂老。
東堂老：揚州奴父親的好朋友，是個正直、善良的人。接管揚州奴的孩子，並扶養他。
柳隆卿、鬍子傳： 揚州奴的伙伴，遊手好閒。

## 延伸閱讀
維基文庫《東堂老勸破家子弟》